# Logan (nome)
Logan  è un nome proprio di persona inglese e gaelico scozzese maschile e femminile.

## Origine e diffusione
Riprende il cognome Logan, che può avere differenti origini: da un lato è un cognome scozzese attestato sin dal 1300, deriva da un toponimo scozzese, localizzato da alcuni nell'Ayrshire, e avente il significato di "piccola valle". Il cognome si ritrova però anche in Irlanda, attestato ad esempio in Galway nel 1890 nelle forme Lohan, Loughan, Lahan, Laghan e, la più antica, O Leoghain; alcune fonti danno a questo cognome lo stesso identico significato di quello scozzese, facendolo derivare dal termine irlandese ligán (o lagán) , diminutivo di log (o lag, "valle"). Altre fonti menzionano anche origini normanne.
Ad ogni modo, una volta adottato come nome si è diffuso al di fuori della sua area d'origine, acquistando popolarità in ambienti anglofoni, specialmente in Canada e Nuova Zelanda.

## Onomastico
Logan è un nome adespota, ossia privo di santo patrono, quindi l'onomastico ricorre il 1º novembre, in occasione di Ognissanti.

## Persone

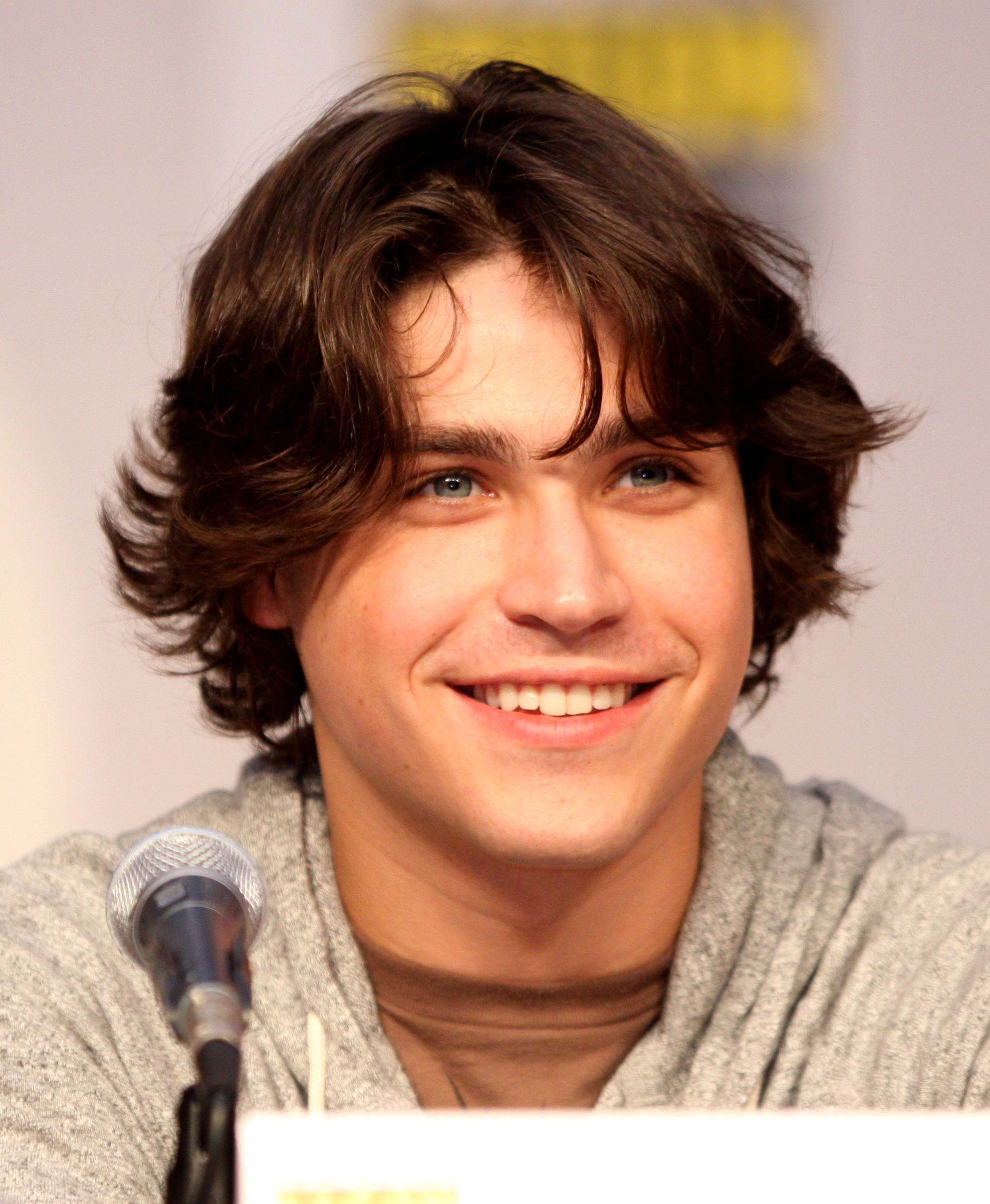
Logan Huffman

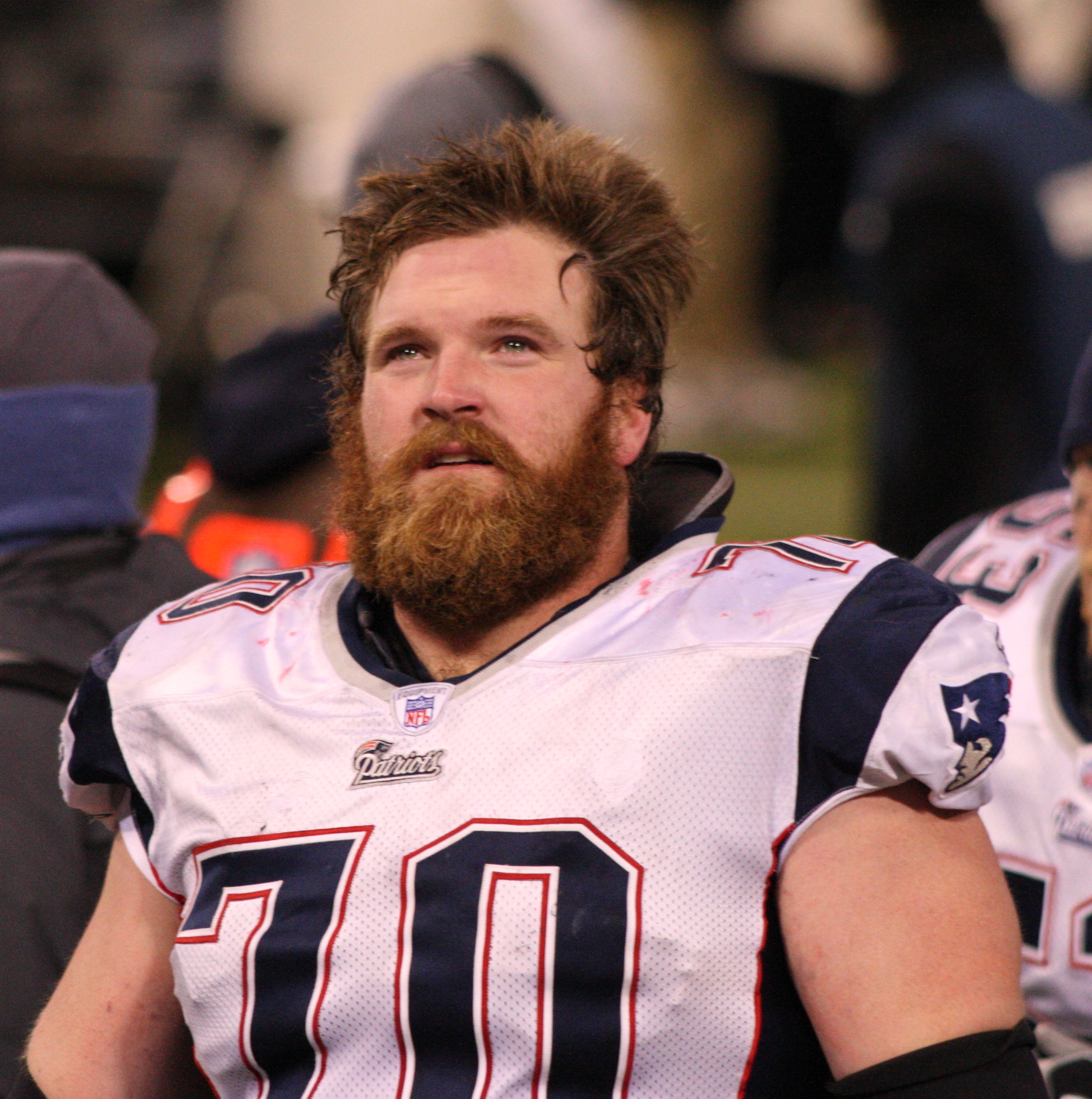
Logan Mankins

### Maschile
- Logan Bailly, calciatore belga
- Logan Couture, hockeista su ghiaccio canadese
- Logan Emory, calciatore statunitense
- Logan Henderson, attore, cantante, rapper e ballerino statunitense
- Logan Huffman, attore statunitense
- Logan Lerman, attore statunitense
- Logan Mader, chitarrista e produttore discografico canadese
- Logan Mankins, giocatore di football americano statunitense
- Logan Marshall-Green, attore statunitense
- Logan McCree, pornoattore e disc jockey tedesco
- Logan Miller, attore, cantante e chitarrista statunitense
- Logan Paul, youtuber e attore statunitense
- Logan Pause, calciatore statunitense
- Logan Ryan, giocatore di football americano statunitense
- Logan Sargeant, pilota automobilistico statunitense
- Logan Thomas, giocatore di football americano statunitense
- Logan Vander Velden, cestista e allenatore di pallacanestro statunitense
- Logan Verrett, giocatore di baseball statunitense

### Femminile
- Logan Tom, pallavolista statunitense

## Il nome nelle arti
- Logan Echolls è un personaggio della serie televisiva Veronica Mars.
- Logan Cale è un personaggio della serie televisiva Dark Angel.
- Logan Huntzberger è un personaggio della serie televisiva Una mamma per amica.
- Logan Tom è un personaggio dei romanzi della serie La genesi di Shannara, scritti da Terry Brooks.
- Logan è l'alter ego di Wolverine, personaggio dei fumetti Marvel Comics.
- Logan Reese è un personaggio della serie televisiva Zoey 101.
- Logan Lockwood è un personaggio della serie televisiva The Guardians of Justice.